# Åsundens församling
Åsundens församling är en församling i Redvägs och Ås kontrakt i Skara stift. Församlingen ligger i Ulricehamns kommun i Västra Götalands län och ingår i Ulricehamns pastorat. 

## Administrativ historik
Församlingen bildades 2006 genom sammanläggning av Finnekumla, Grönahögs, Gällstad och Södra Säms, Marbäcks och Tvärreds församlingar och utgjorde därefter till 2014 ett eget pastorat. De tidigare församlingarna tillhörde Göteborgs stift, vilket även Åsunden gjorde fram till 2010. Från 2014 ingår församlingen i Ulricehamns pastorat.

## Kyrkor
- Finnekumla kyrka
- Grönahögs kyrka
- Gällstads och Södra Säms kyrka
- Marbäcks kyrka
- Tvärreds kyrka